# Arènes de Vic-Fezensac
Les arènes Joseph-Fourniol, inaugurées en septembre 1931 , sont les arènes de la ville de Vic-Fezensac située dans le département du Gers en région Occitanie. Elles peuvent contenir plus de 7 000 personnes.
Vic-Fezensac est considérée comme une véritable « plaza de toros » avec cinq corridas durant le week-end de Pentecôte réunissant plus de 35 000 aficionados aux arènes et environ 120 000 personnes dans la ville durant ces quatre jours de la Feria Del Toro. 

## Tauromachie

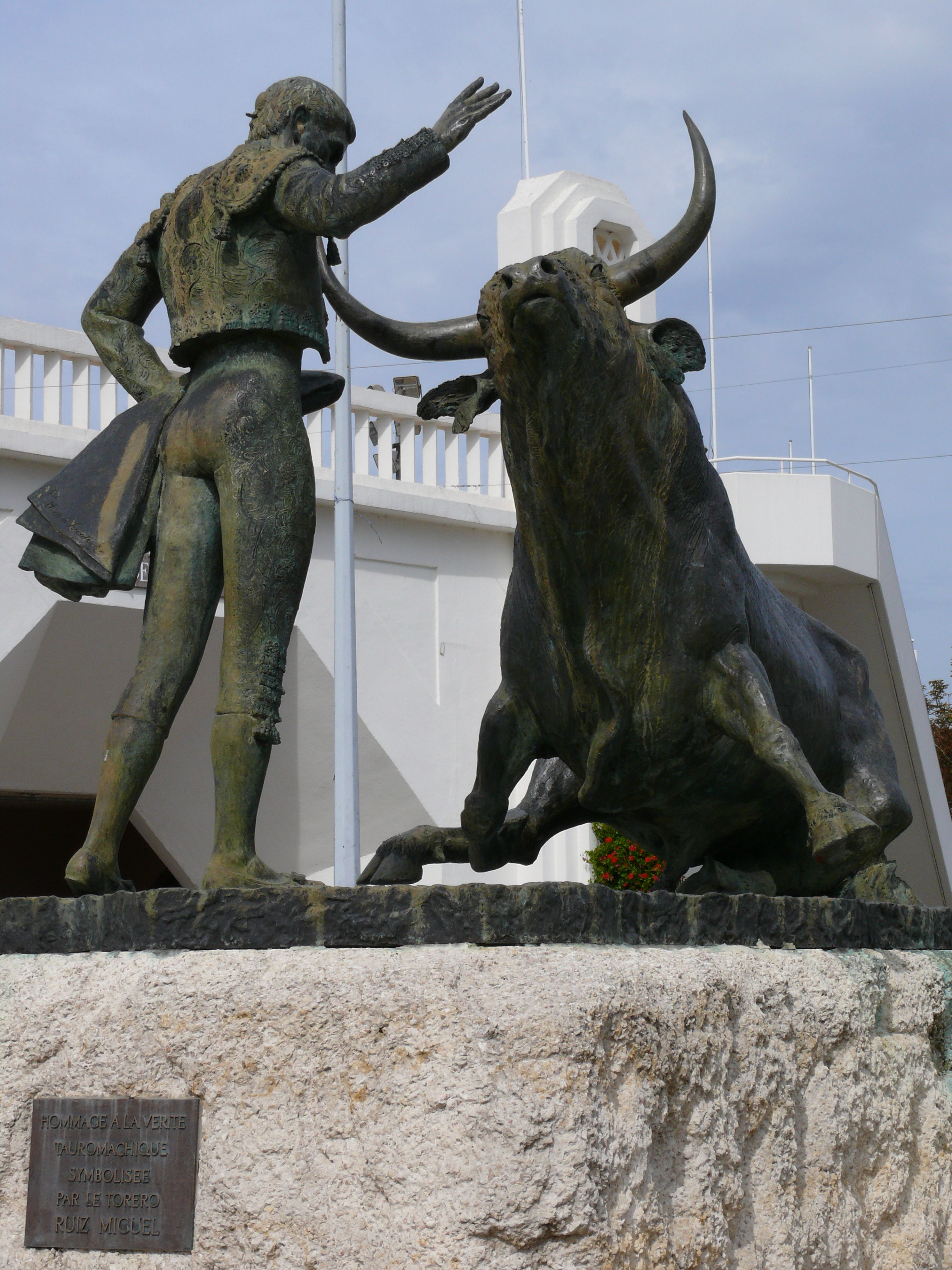
Arènes Joseph-Fourniol - Monument à Ruiz Miguel.

Durant tout l'été, la temporada bat son plein. C'est l'un des hauts lieux de la tauromachie en France, puisque Vic-Fezensac est une des principales villes taurines de France. La Feria de la Pentecôte, Pentecôte à Vic, a lieu chaque année traditionnellement lors du week-end de la Pentecôte, profitant ainsi de son lundi férié jusqu'en 2004. Cet événement est relativement notoire en France car en parallèle des traditionnelles corridas se déroulant dans les arènes du village, la feria de Vic-Fezensac est connue pour son festival de fanfares. C'est le rendez-vous des fanfares de France, pour une joute musicale de deux jours ayant pour point d'orgue le défilé du dimanche après-midi. La ville est membre du l'Union des villes taurines françaises. 
En 1929, la « Société des courses de taureaux » demande au conseil municipal vicois la construction d'arènes en ciment armé. Cette requête aboutira non sans mal à l’édification d’arènes en « dur » de 3 500 places inaugurées le 20 septembre 1931 avec deux courses landaises. Les arènes étant trop petites, la capacité des arènes est portée à 5 847 places en août 1933. En 1998, la capacité des arènes est encore augmentée pour atteindre 7 000 places, à la suite des travaux d’agrandissement de l'architecte F. Didierjean.
La Seconde Guerre mondiale interrompt l’activité taurine de Vic-Fezensac, laquelle ne reprend qu’en 1947 et se poursuit sans interruption jusqu’à nos jours, sauf en mai 1968.
La statue « grandeur nature » érigée devant les arènes est l'œuvre de Manuel de la Fuente. Elle symbolise toute la culture taurine vicoise en représentant un torero d’exception, Francisco Ruiz Miguel, devant un taureau de Victorino Martin.
Les arènes font également office de salle de concert. Parmi d'autres manifestations, un festival de salsa (Tempo Latino) se déroule ainsi dans les arènes de Vic-Fezensac chaque année au mois de juillet.